# Trichorhina boliviana
Trichorhina boliviana là một loài chân đều trong họ Platyarthridae. Loài này được Vandel miêu tả khoa học năm 1952.